# 2886 Tinkaping
2886 Tinkaping је астероид главног астероидног појаса са средњом удаљеношћу од Сунца која износи 2,366 астрономских јединица (АЈ).
Апсолутна магнитуда астероида је 13,2.